# Besleria trichostegia
Besleria trichostegia är en tvåhjärtbladig växtart som beskrevs av John Donnell Smith. Besleria trichostegia ingår i släktet Besleria och familjen Gesneriaceae. Inga underarter finns listade i Catalogue of Life.